# Софийска фондова борса
Софийска фондова борса е историческа фондова борса в Царство България, съществувала в периода 1914 – 1947 година.

## История

### Учредяване
Българският капиталов пазар се появява в началото на 20 век. През 1862 г. в България се създава акционерно дружество „Пчела“. По същото време в Цариград възниква българското търговско параплувно дружество „Провидение“. Счита се, че първите български акции са именно на това дружество.
Първият Закон за борсата е приет през 1907 г. и регулира структурата и дейността на фондовите и стоковите борси в страната. На 15 април 1914 г. с царски указ № 7 се разрешава учредяване на първата истинска фондова борса в България, наречена Софийска фондова борса. Според указа Софийската фондова борса е „тържище, където се срещат членове на борсовата корпорация и борсови посредници за покупка и продажба на публични и частни ценни книжа“. През същата година избухва Първата световна война и новоучредената борса не успява дори да заработи. Нещо повече – нейният секретар Стоян Бочев заминава на фронта.
Своята дейност борсата започва едва на 20 януари 1918 г., като първоначално на нея се търгуват акциите на 21 дружества. През 1922 г. с указ № 58 на цар Борис III е приет Правилникът на борсата, в който се регламентират нейното управление и устройство, изискванията за членство, както и редът и начинът на провеждане на борсовите сесии. Нормативният документ се състой от осем глави. Освен акции на Софийска фондова борса са котирани и големи количества облигации, свързани с държавния дълг. Между тях са книги от правителствените заеми 1892, 1902, 1907, 1909, 1914, 1921 и 1923 г.
Работата на Софийска фондова борса е прекъсната за около 3 години в периода ноември 1925 – септември 1928 г. По време на Световната икономическа криза от 1929 – 1933 г. борсата работи символично поради фалита на много компании и липсата на достатъчно сделки. Тя става причина за рязкото спадане курса на всички акции на борсата, като всеобщото желание на инвеститорите да се отърват от притежаваните ценни книжа довежда пазара до колапс. След края на кризата борсовата търговия се активизира, търгуваните обеми се увеличават, а на фондовата борса са листвани около 30 дружества.

### Закриване
През 1947 г. Софийската фондова борса прекратява със закон своята дейност.

## Управителен съвет
За председател на Софийската фондова борса е определен Михаил Тенев (председател на Българското акционерно индустриално керамично дружество „Изида“), а за подпредседатели – Бончо Боев (поддиректор на банка Гирдап), Иван Буров (директор на Българска търговска банка), Ас. Иванов (директор на Генерална банка) и П. Чолаков (администратор в БНБ). Стоян Бочев е назначен за секретар на борсата.